# Zimba (Sambia)
Zimba ist ein Ort mit etwa 1000 Einwohnern (Schätzung 2006) in der Südprovinz von Sambia 72 Kilometer nördlich von Livingstone. Er liegt etwa 1250 Meter über dem Meeresspiegel in dem gleichnamigen Distrikt.

## Wirtschaft
Bei Zimba liegt ein Nickelvorkommen, das in den kommenden Jahren abgebaut werden soll.

## Infrastruktur
Der Ort liegt an der Asphaltstraße T1 und der Eisenbahnstrecke zwischen Livingston und Kitwe. Zimba ist vor allem als Kreuzung interessant. Bis Kalomo sind es 45 Kilometer. Die Straße von Zimba nach Monze wurde erneuert. In Zimba Mission gibt es ein Krankenhaus und eine Grundschule. Zimba ist ein wichtiger Marktort für die umliegenden Dörfer.